# Iron Man (trilha sonora)
Iron Man: Original Motion Picture Soundtrack é o álbum da trilha sonora do filme Iron Man de 2008, com música composta por Ramin Djawadi. A trilha sonora foi produzida em colaboração com Hans Zimmer e Remote Control Productions, e foi lançada em 29 de abril de 2008, pela Lions Gate Records.
Djawadi se juntou ao filme depois que John Debney, que anteriormente colaborou com o diretor Jon Favreau, não estava disponível. A partitura se concentra fortemente na guitarra elétrica, a pedido de Favreau, e foi gravada com uma banda de rock e também com uma orquestra tradicional. A trilha sonora também inclui a clássica música tema do Homem de Ferro de 1966 com um arranjo no estilo big band de John O'Brien e Rick Boston, que frequentemente colaboram com Favreau.
A trilha sonora foi recebida negativamente pela crítica, principalmente pelo uso da guitarra elétrica e influências do controle remoto. No entanto, a inclusão do tema clássico, em suas formas de capa originais e modernas, foi recebida positivamente, e a trilha sonora acabou sendo indicada ao 51º Grammy Awards. A resposta inicial pode ter sido essa porque Djawadi era relativamente desconhecido na época de seu lançamento. Com o passar dos anos, a trilha foi aclamada pelos fãs de música.

## Produção
Depois que o colaborador anterior do diretor de Homem de Ferro, Jon Favreau, John Debney não estava disponível para a trilha sonora do filme, fã do Homem de Ferro, Ramin Djawadi, procurou o papel. As filmagens de Homem de Ferro já haviam sido concluídas quando Djawadi entrou na produção, e em vez de esperar até que pudesse ver o filme completo, como costumava fazer, Djawadi começou a "brincar com ideias" assim que viu o primeiro traieler. Devido a limitações de tempo e a versão final do filme mudando até "o último minuto possível", Djawadi teve ajuda com arranjos e dicas adicionais de Hans Zimmer e Remote Control Productions.
Favreau pediu que a partitura de Djawadi fosse mais focada na guitarra e no rock, com a história de Djawadi tocando guitarra ajudando nisso. O guitarrista Aaron Kaplan executou a maior parte da guitarra para a trilha, com o guitarrista do Rage Against the Machine Tom Morello, que fez uma participação especial no filme, também contribuindo com performances de guitarra. A banda de rock usada por Djawadi foi gravada no Remote Control, enquanto a gravação de uma orquestra completa ocorreu no AIR Studios. A pontuação final foi mixada no Controle Remoto.
Os músicos John O'Brien e Rick Boston, colaboradores frequentes de Favreau, forneceram um arranjo estilo big band da música tema do Homem de Ferro do desenho animado de 1966 The Marvel Super Heroes. "Institutionalized", uma canção da banda Suicidal Tendencies cujo vocalista Mike Muir foi para a escola com a estrela de Iron Man, Robert Downey Jr., também está incluída na trilha sonora. Djawadi executou uma interpretação para piano do "Concerto in Do Maggiroe Per Pianoforte e o Orchestra: Larghetto" de Antonio Salieri, que foi usado exclusivamente para o filme e, como tal, não foi incluído na trilha sonora.

## Lista de músicas
Todas as músicas de Ramin Djawadi, exceto onde indicado.
| N.º | Título                      | Duração |  |
| 1.  | "Driving with the Top Down" | 3:10    |  |
| 2.  | "Iron Man" (versão de 2008) | 1:05    |  |
| 3.  | "Merchant of Death"         | 2:14    |  |
| 4.  | "Trinkets to Kill a Prince" | 3:07    |  |
| 5.  | "Mark I"                    | 3:53    |  |
| 6.  | "Fireman"                   | 2:09    |  |
| 7.  | "Vacation's Over"           | 3:34    |  |
| 8.  | "Golden Egg"                | 4:12    |  |
| 9.  | "Damn Kid"                  | 1:12    |  |
| 10. | "Mark II"                   | 2:47    |  |
| 11. | "Extra Dry, Extra Olives"   | 1:43    |  |
| 12. | "Iron Man"                  | 3:30    |  |
| 13. | "Gulmira"                   | 4:05    |  |
| 14. | "Are Those Bullet Holes?"   | 2:00    |  |
| 15. | "Section 16"                | 2:33    |  |
| 16. | "Iron Monger"               | 4:45    |  |
| 17. | "Arc Reaktor"               | 3:55    |  |
| 18. | "Institutionalized"         | 3:49    |  |
| 19. | "Iron Man" (versão de 1966) | 0:20    |  |

## Lançamento
A trilha sonora foi lançada pela Lions Gate Records, que tinha um contrato de licenciamento com a Marvel Entertainment, em 29 de abril de 2008.

## Recepção

### Resposta crítica
Christian Clemmenson, do Filmtracks.com, foi extremamente crítico em relação às influências do Controle Remoto na trilha sonora, comparando-o negativamente com Transformers de Steve Jablonsky e pontuando uma estrela em cinco. Embora ele tenha declarado que não há "nada inerentemente errado" com uma partitura focada em guitarra elétrica, Djawadi "ainda não está pronto para fornecer [o] nível de intriga" que outros compositores como Debney e Danny Elfman foram capazes de fazer com o instrumento . Clemmenson também questionou o uso de uma orquestra por Djawadi, sentindo que ela é "lavada na mistura tão completamente que a banda de rock e um conjunto de teclados é tudo o que era realmente necessário para esta música" Jonathon Broxton da Movie Music UK disse que a abordagem de Djawadi "parece ter sido apelar para o mais baixo dos denominadores comuns com ritmos de rock intensos, crescendos pseudo-heróicos e ritmos cada vez mais acelerados. É o derradeiro exagero musical - alto, rápido, impetuoso, desprovido de qualquer tipo de profundidade e falhando inteiramente em comentar sobre quaisquer nuances que possam existir no filme ". Broxton disse, "não é nem mesmo um bom rock ... as guitarras fazem pouco mais do que se repetir continuamente, e os overdubs de sintetizador simplesmente adicionam outra camada de lama aural."
James Southall, do Movie Wave, não deu nenhuma estrela à trilha sonora, chamando-a de "mais uma trilha sonora telefonada" do Controle Remoto, "lixo completamente pueril, por pior que seja a música para cinema". Por outro lado, Christopher Coleman, escrevendo para Tracksounds, deu a pontuação seis de dez, dizendo, "tanto quanto eu me preparei para não gostar desta partitura ... tanto quanto eu pensei que estaria entre a multidão de odiadores. ..e por mais que eu anseie por trilhas sonoras de estilo clássico para filmes de super-heróis, o Homem de Ferro me conquistou. " Ele sentiu que os fãs do estilo Controle Remoto achariam a partitura uma "diversão industrialmente inteligente", mas para outros isso apenas daria "mais combustível para seu pessoal, [Controle Remoto] -liga-fogos". Ele sentiu que o lançamento "captura a maioria das pistas significativas", mas sofre com a inclusão de "Institucionalizado" de Tendências Suicidas. Coleman concluiu dizendo que "uma trilha sonora tradicional e totalmente sinfônica não teria funcionado melhor para este filme". Allmusic deu ao lançamento três estrelas de cinco, com o revisor James Christopher Monger dizendo que Djawadi "trata o super-herói com uma mão previsivelmente pesada", e imbui o filme com "bombástico o suficiente para alimentar duas sequências".
Muitos críticos elogiaram a inclusão da música tema clássica do Homem de Ferro de 1966 do Urbont e sua versão moderna, com Coleman chamando-a de "uma das melhores surpresas do filme e da trilha sonora", e Broxton destacando a capa como "um peça maravilhosa de jazz". Clemmenson lamentou o tema não ter sido integrado à música de Djawadi, sentindo que é "tão diametralmente oposto ao manual do Controle Remoto para progressões simplistas que é decepcionante que Djawadi não tenha tentado interpolá-lo coerentemente no novo trabalho."

### Prêmios e indicações
| Ano  | Prêmio                                 | Categoria                                                                 | Destinatário                     | Resultado | Ref.          |
| ---- | -------------------------------------- | ------------------------------------------------------------------------- | -------------------------------- | --------- | ------------- |
| 2009 | Prêmio Grammy                          | Melhor Álbum de Trilha Sonora para Filme, Televisão ou outra Mídia Visual | Homem de Ferro por Ramin Djawadi | Indicado  | [ 15 ]        |
| 2009 | Prêmio ASCAP Film and Television Music | Top Box Office Films                                                      | Homem de Ferro por Ramin Djawadi | Venceu    | [ 16 ]        |
| 2009 | Saturn Awards                          | Melhor Trilha Sonora                                                      | Homem de Ferro por Ramin Djawadi | Indicado  | [ 17 ] [ 18 ] |